# Newton County (Arkansas)
Newton County is een county in de Amerikaanse staat Arkansas.
De county heeft een landoppervlakte van 2.131 km² en telt 8.608 inwoners (volkstelling 2000). De hoofdplaats is Jasper.